# NGC 4200
NGC 4200 (również PGC 39124 lub UGC 7251) – galaktyka soczewkowata (S0), znajdująca się w gwiazdozbiorze Panny. Odkrył ją William Herschel 17 kwietnia 1784 roku.